# Takpo Tashi Namgyal
Pour les articles homonymes, voir Tashi Namgyal (homonymie) et Dagpo (homonymie).
Takpo Tashi Namgyal ou Dakpo Paṇchen Tashi Namgyal, (tibétain : དྭགས་པོ་པṇ་ཆེན་བཀྲ་ཤིས་རྣམ་རྒྱལ, Wylie : dwags po paṇ chen bkra shis rnam rgyal 1511 - 1587) fut un maître de l'école kagyüpa du bouddhisme tibétain.

## Biographie
L'école monastique kagyupa, dite de la transmission orale, fut fondée par Gampopa, un des disciples de Milarépa. L'école Drugpa ou Drukpa (se prononce Droukpa) en est une subdivision, créée à la fin du XIIe siècle par Tsangpa Gyaré, disciple de Ling Répa. De nombreux maîtres, de grands sages, appartiennent à cette école, et l'équivalent du Dalaï Lama pour le Bhoutan est un Drugpa. Tashi Namgyal était un grand maître Drugpa mais il étudia aussi avec des maîtres Sakyapa. Il fut même un temps abbé du monastère sakyapa de Nâlandâ, au nord de Lhassa. Il est connu à la fois comme un grand yogi et un grand érudit. Dans la dernière partie de sa vie, il devint l'abbé du monastère de Daglha Gampo, dans le Sud du Tibet, et le représentant de Gampopa.
Dakpo Tashi Namgyal fut un auteur prolifique, célèbre notamment pour sa Trilogie des Rayons lumineux : Les Rayons de lune consacrés à la pratique du Mahamoudra, Les Rayons de soleil, qui expliquent exhaustivement le Tantra de Hevajra, et Les Rayons de joyaux qui éclairent le Véhicule des Mantras Secrets (Mantrayana).
Il fut un des maîtres de Kunkhyen Pema Karpo, le 4e Gyalwang Drugpa, et de Mikyö Dorje, le 8e Karmapa.
Takpo Tashi Namgyal est considéré comme une incarnation de Gampopa.

### Œuvres
- Les Six Yogas de Naropa : résumé par Érik Sablé, Les Six Yogas de Naropa. Les pratiques secrètes du bouddhisme tibétain (2010), 2° éd., Dervy, 2011, 127 p.
- Rayons de lune. Les étapes de la méditations du Mahamudra, trad. Christian Charrier, Arkhana Vox, 1991, 192 p. ; Tsadra Foundation, édité et distribué par les Editions Padmakara, 2010, 522 p.
- (en) Clarifying the Natural State. A Principal Guidance Manual for Mahamudra, trad. Michael Tweed, Hong Kong, Rangjung Yeshe, 2001.
- (en) Mahâmudrâ. The Quintessence of Mind and Meditation, trad. Lobsang Phuntsok Lhalungpa, préface Chögyam Trungpa, Shambala Publications, 1987, 550 p.

### Études
- Guendune Rinpoché, Mahamoudra. Le grand sceau, ou La voie de la compassion et de la dévotion, Dzambala, 2007, 179 p.